# كليمينتيا

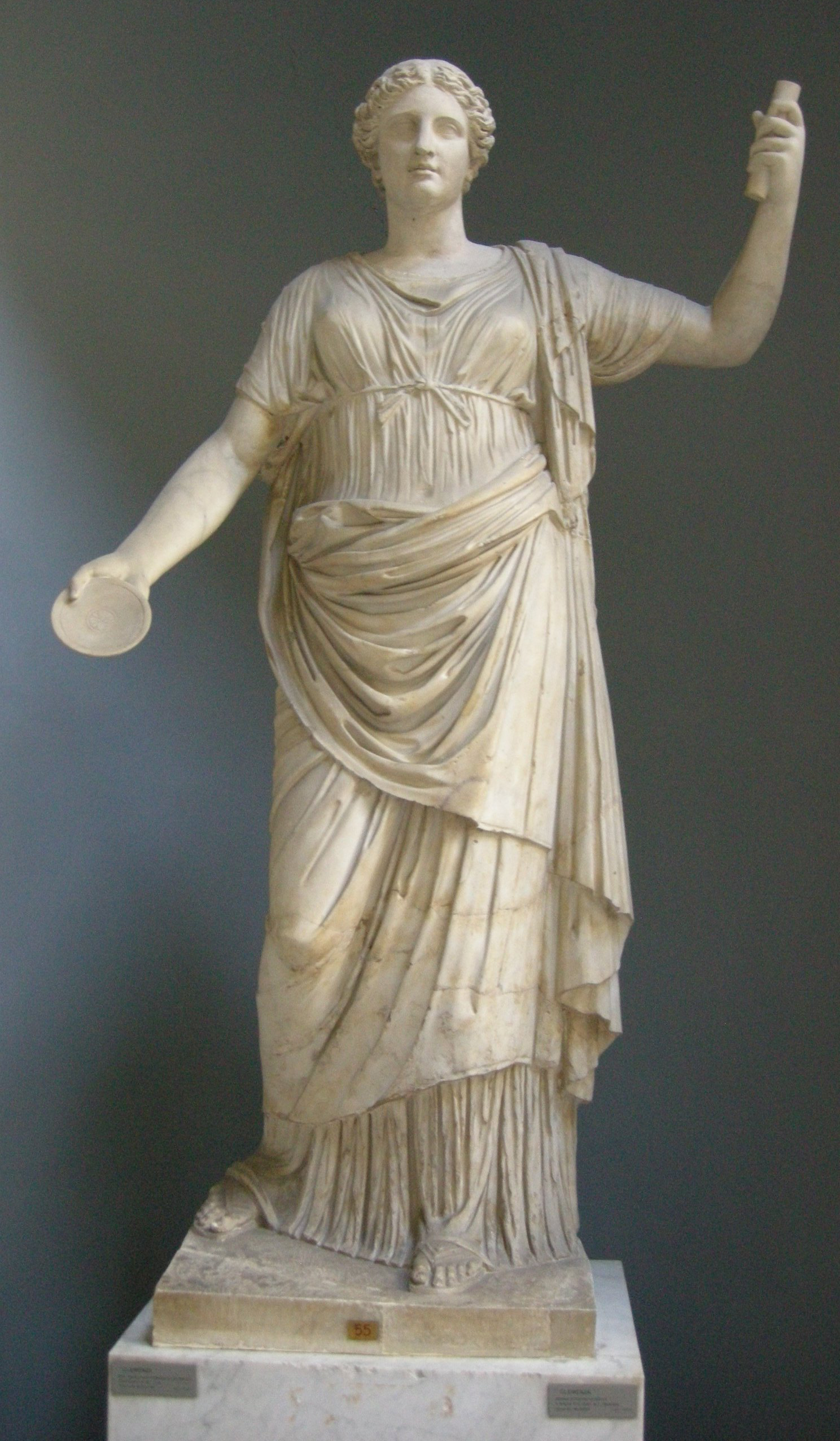
تمثال الإلهة كليمينتيا في متحف الفاتيكان

كليمينتيا (باللاتينية: Clementia) هي إلهة الرأفة والشفقة والطيبة والرحمة والغفران والندم والتوبة واللطف والخلاص في الميثولوجيا الرومانية. وهي المكافئة للإله إيليوس في الميثولوجيا الإغريقية.